# Píseň ledu a ohně
Píseň ledu a ohně (běžně zkracovaná jako PLaO či ASoIaF – z originálního názvu A Song of Ice and Fire) je rozpracovaná fantasy sága amerického autora George R. R. Martina. Martin začal první díl ságy psát v roce 1991 a původně byla plánovaná jako trilogie. Podle jeho posledního vyjádření bude sága sestávat ze sedmi románů. Podle amerického časopisu TIME se jedná o nejlepší fantasy ságu všech dob.
Ve fantastickém světě George Martina může čtenář najít odkazy na středověké mongolské válečníky nebo italské městské státy. Mezi jeho inspirace patří anglický válečný střet nazývaný Válka růží nebo francouzská literární historická freska Prokletí králové Maurice Druona. Píseň ledu a ohně je chválena pro rozmanité zobrazení žen a náboženství, stejně jako za realismus. Ve světě plném šedé morálky často vyvstávají otázky týkající se loajality, hrdosti, lidské sexuality, zbožnosti a morálnosti použití násilí.
K dubnu 2015 se knih ze ságy prodalo víc než 60 milionů kopií. a k lednu 2017 byla sága přeložena do 47 jazyků.

## Knihy
Pozn.: u knih je uvedeno vždy pouze první vydání.

### Romány
- Hra o trůny; Talpress 2000 (A Game of Thrones; Voyager Books & Bantam Spectra 1996)
- Střet králů; Talpress 2001 (A Clash of Kings; Voyager Books 1998)
- Bouře mečů; Talpress 2002 (A Storm of Swords; Voyager Books & Bantam Spectra 2000)
- Hostina pro vrány; Talpress 2006 (A Feast for Crows; Voyager Books & Bantam Spectra 2005)
- Tanec s draky; Talpress 2012 (A Dance with Dragons; Voyager Books & Bantam Spectra 2011)
- Vichry zimy; Argo, připravováno (The Winds of Winter; Voyager Books & Bantam Spectra, připravováno)
- Sen o jaru; Argo, připravováno (A Dream of Spring; Voyager Books & Bantam Spectra, připravováno)

### Povídky ze světa Písně ledu a ohně
- Potulný rytíř, v: Legendy 2: Nové příběhy ze známých cyklů; Beta-Dobrovský & Ševčík 1999 (The Hedge Knight, in: Legends; Voyager Books 1998), české vydání je rozděleno do dvou knih
- Přísežný meč, v: Rytíř Sedmi království; Argo 2014 (The Sworn Sword, in: Legends II; Del Rey Books 2003)
- Tajemný rytíř, v: Rytíř Sedmi království; Argo 2014 (The Mystery Knight, in: Warriors; Tor Books 2010)
- Princezna a královna, v: Nebezpečné ženy; Motto 2015 (The Princess and the Queen, in: Dangerous Women; Tor Books 2013)
- Mizerný princ, v: Darebáci; Argo, připravováno na rok 2016 (The Rogue Prince, in: Rogues; Bantam Spectra 2014)

## O sáze obecně
Sága je známa především pro své komplexně prokreslené postavy, náhlé a často velmi brutální zvraty a politické intriky. Patří do žánru fantasy, kde obvykle hlavní roli na sebe poutá magie, nadpřirozené bytosti a jevy. Avšak zde je naopak magie a nadpřirozena užito velmi zřídka a Martin tak vytváří jakési záhadné síly na pozadí celého příběhu, nikoliv něco, co by v daném světě bylo na denním pořádku. V prvním díle hrají nadpřirozené prvky marginální roli, později ale nabývají na důležitosti.
Další poměrně zásadní rozdíl oproti klasickému pojetí žánru fantasy spočívá v tom, že autor zde striktně neodděluje dobro a zlo. Jednotlivé postavy se postupně v knize odkrývají a čtenář poznává jejich motivy a povahové rysy. Sága je vyprávěna vždy striktně z jednoho úhlu pohledu v er-formě, ale jednotlivé popisy situace jsou ovlivněny psychickým stavem dané postavy a jejím prožíváním děje. Tyto úhly pohledu se v knize postupně střídají a autor tak částečně vymezuje hlavní postavy. I důležitá ústřední postava však nemusí mít svou kapitolu. Právě dobrý popis jednotlivých postav, charakterů a jejich motivů způsobuje, že je velmi obtížné přiřadit postavu jednoznačně jako „dobrou“ či „zlou“. Může se stát, že se v příběhu postupem času objeví nové skutečnosti a čtenář najednou má pro postavu, kterou považoval za silně nesympatickou, více pochopení.
Martin má také pověst nebojácného spisovatele, který je schopen v libovolném okamžiku ve své knize zabít v podstatě kteroukoliv ze svých postav nezávisle na tom, jak je v knize významná nebo čtenáři oblíbená. Čtenáři se tak může snadno stát, že si některou z hlavních postav oblíbí a naprosto nečeká, že by tak zásadní postava mohla zemřít, což se může klidně o padesát stránek dále stát.
V sáze lze rozlišit tři dějové linie. První z nich se zabývá politickým bojem o moc mezi rody Stark, Lannister a Baratheon (přičemž se postupně zapojí ještě rody Greyjoy, Tyrell, Tully, Martell a Frey) a chronickou občanskou válkou. Druhá dějová linie se zabývá rostoucí hrozbou Jiných, nemrtvých nadpřirozených bytostí daleko na severu. Třetí dějová linie se zabývá osudy Daenerys Targaryen, dcery krále svrženého před patnácti lety, která žije v exilu na obřím kontinentě zvaném Essos a která z touhy získat zpět trůn svého otce udělala svůj životní cíl.

## Stručný popis děje
Píseň ledu a ohně se odehrává především v Sedmi královstvích Západozemí. Západozemí je velký kontinent, jehož zapsaná historie se táhne zhruba dvanáct tisíc let zpátky. Dlouho zde existovalo sedm království s různou kulturou a historií. Teprve mnohem později (zhruba 300 let před současností z hlediska vyprávění) byly tyto národy a království sjednoceny Aegonem Dobyvatelem z rodu Targaryenů. Asi 283 let po Aegonově vítězném tažení jsou Targaryenové – respektive šílený král Aerys – svrženi v občanské válce a Železný trůn (post nejvyššího vládce Sedmi království) je zabrán Robertem Baratheonem za podpory jeho přítele Eddarda Starka a Jona Arryna, u kterého byl v mládí ve výchově.

## Hra o trůny
První román začíná po asi patnácti letech Robertovy vlády. Prolog se odehrává na sever od obří Zdi, která má za úkol chránit Sedm království před nebezpečím ze severu. Skupina mužů z Noční hlídky, kteří mají za úkol Zeď chránit, je na stopě lidí, kterým říkají Divocí. Jsou však zmasakrováni nemrtvými tvory, Jinými. Jediného přeživšího ze skupiny pak jako dezertéra z Noční hlídky popraví lord Eddard Stark, strážce jednoho z království – severu.
Lorda Starka po dlouhé době navštíví jeho přítel, král Robert Baratheon, a žádá ho, aby se ujal úřadu králova pobočníka v hlavním městě říše, Králově přístavišti, poté, co zemřel jeho předchozí pobočník Jon Arryn. Stark má své pochybnosti, ale nakonec souhlasí, zčásti i proto, že z dopisu od Arrynovy manželky (sestry jeho manželky Catelyn) ví, že Arryn byl zavražděn, a chce zjistit, jaké okolnosti k tomu vedly.
Lord Stark do Králova přístaviště bere i své dvě dcery, z nichž starší Sansa je snoubenkou prince Joffreyho. Nakonec zjistí i to, co stálo život Jona Arryna. Otcem tří dětí královny Cersei Lannister není král Robert, ale narodily se z incestu s jejím bratrem-dvojčetem Jaimem. Povaha Eddarda Starka mu velí Cersei varovat a dát jí možnost s dětmi utéct před Robertovým hněvem, než mu řekne pravdu. Král Robert však vzápětí umírá na zranění z lovu a zatímco Eddard Stark se snaží zasadit se o právo Robertova skutečného dědice (jeho bratra Stannise Baratheona), Cersei ho nechá uvěznit. Eddarda Starka nakonec nechá před očima jeho dcery Sansy popravit nový král Joffrey – proti vůli Cersei i královské rady, než mají šanci zakročit.
Mezitím se z Králova přístaviště vydává v přestrojení za chlapce zpět na sever mladší z dcer Arya Stark. Dědic Eddarda Starka, patnáctiletý Robb, je svými vazaly prohlášen králem severu a má v úmyslu osamostatnit své mladé království z moci Králova přístaviště.
Druhá dějová linie ságy se odehrává na Zdi a na sever od ní. Jejím protagonistou je nemanželský syn Eddarda Starka Jon Sníh. V první knize se Jon rozloučí s rodinou, seznamuje se se svými novými bratry z Noční hlídky a na konci se vydává v jejich doprovodu za Zeď.
Poslední dějová linie popisuje osud dědičky rodu Targaryenů, která musela ještě jako dítě prchnout do exilu a nyní se postupně připravuje na svůj návrat do Západozemí, aby uplatnila svůj nárok na trůn. Její psychicky labilní bratr Viserys ji prodá Khalu Drogovi, vůdci divokých Dothraků, za příslib armády. Viseryse ovšem jeho netrpělivost stojí život, když ho Khal Drogo zabije. Daenerys nakonec přijde i o svého manžela Droga a zůstává jen s hrstkou věrných a čerstvě narozenými draky.

## Střet králů

Erb rodu Starků – zlovlk

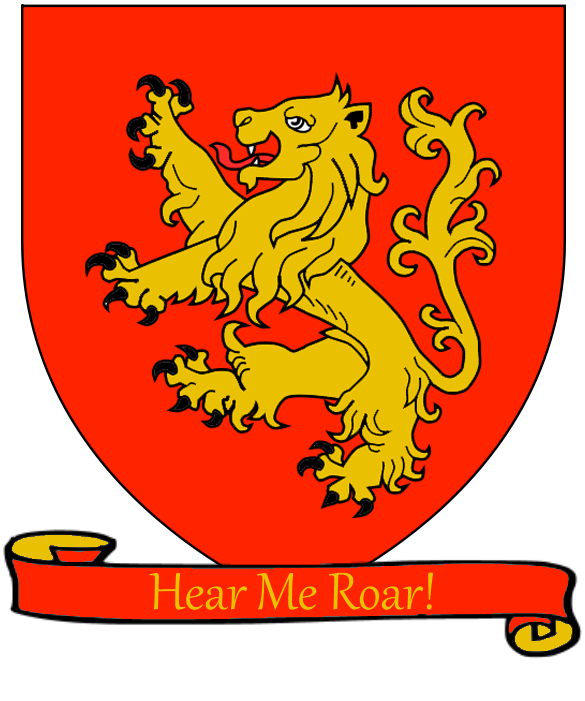
Erb rodu Lannisterů – lev

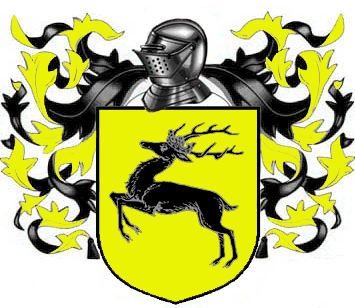
Erb rodu Baratheonů – korunovaný jelen

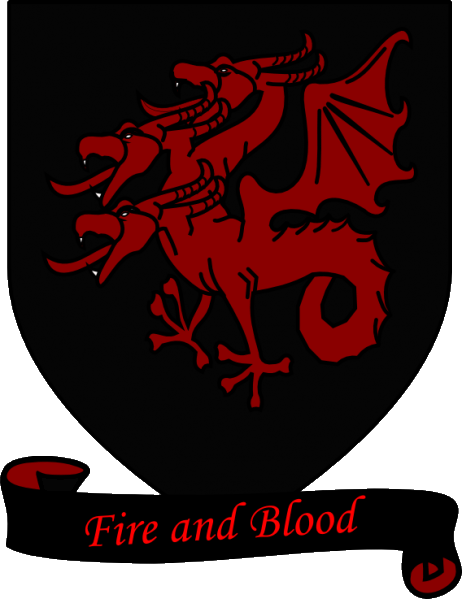
Erb rodu Targaryenů – tříhlavý drak

V Západozemí se rozběhla takzvaná Válka pěti králů. Stannis Baratheon se rozhodne pohnout se ze svého sídla, Dračího kamene. Robb Stark posílá svého přítele a svěřence svého otce Theona Greyjoye za jeho otcem, vládcem Železných ostrovů, s žádostí o spojenectví. Stejně tak Robb posílá vyjednávat svou matku Catelyn za třetím z králů, nejmladším z Baratheonů Renlym. Catelyn se setkává jak s Renlym (který mezitím získal podporu bohatého rodu Tyrellů), tak i se Stannisem. Oba by rádi získali Robba na svou stranu, ale pouze jako svého vazala, a odmítají se ze všeho nejdřív vypořádat se společnými silami s Lannistery v Králově přístavišti. Catelyn je nakonec i svědkem toho, jak Renlyho zabije podivný stín (dílo Stannisovy čarodějky Melisandry), a utíká společně s bojovnicí Brienne zpět do Řekotočí, sídla svého rodu.
Theon Greyjoy předloží otci Robbův návrh, ten ho ale odmítne, protože má v úmyslu něco docela jiného. Prohlásí se králem Železných ostrovů a své bojovníky a svou jedinou dceru Ašu posílá dobývat sever. Theon, který se snaží Balonu Greyjoyovi dokázat, že je hoden být jeho dědicem, se rozhodne získat pro sebe Zimohrad, sídlo Starků. Robbovi bratři Bran a Rickon, které má Theon jako rukojmí, utečou (ve skutečnosti se schovávají pod Zimohradem v rodových kobkách) a Theon místo nich zabije dva chlapce z nedalekého mlýna, aby neztratil tvář. Zimohrad nakonec se svými muži poničí a vypálí Ramsay Sníh, bastard jednoho z Robbových vazalů Roose Boltona, který nechá povraždit jak obyvatele hradu, tak přilehlého městečka a Theona vezme do zajetí.
Když se o smrti svých synů dozví lady Catelyn, rozhodne se situaci řešit radikálně. Propustí Jaimeho Lannistera, Robbova nejcennějšího zajatce, protože jeho bratr Tyrion (nyní pobočník krále Joffreyho) prohlásil, že pokud bude propuštěn Jaime, budou propuštěny i dcery Eddarda Starka. Chránit Jaimeho na cestě do Králova přístaviště má bojovnice Brienne.
Do Králova přístaviště se mezitím inteligentní trpaslík Tyrion Lannister snaží vrátit cosi jako spravedlnost. Ochrání dokonce Sansu Stark před bitím, které jí prostřednictvím svých rytířů uštědřuje Joffrey. Právě díky jeho inteligenci nakonec zůstane hlavní město a trůn v rukou Lannisterů, když pomůže vyhrát námořní bitvu u Králova přístaviště proti Stannisovi. Se zbytkem Stannisovy armády se pak vypořádají spojené síly lorda Tywina Lannistera a rodu Tyrellů, které pro Joffreyho věc pomohl získat správce královské pokladny Petyr Baeliš.
Jon Sníh mezitím za Zdí opouští své bratry z Noční hlídky a na oko přebíhá na stranu Divokých. Ti mají v úmyslu dostat se přes Zeď do pohostinnějších krajin. Nyní spojili síly pod vedením Manceho Nájezdníka. Seznamuje se také s rusovlasou dívkou Ygritte.
Daenerys Targaryen mezitím přes Rudou pustinu doputuje do města Qarth, kde její draci vzbudí senzaci. V místní čarodějné věži je také svědkem několika vizí a vyslechne několik vágních proroctví. Nakonec dospívá k názoru, že Qarth jí nemůže nic nabídnout, a vydává se dál.

## Bouře mečů
Lord Tywin Lannister se ujme úřadu pobočníka svého vnuka, krále Joffreyho, což společně s počínáním královny Cersei vzbuzuje Tyrionovu nelibost. Na žádost svého otce se Tyrion nakonec ožení s neochotnou Sansou Stark, která je nyní dědičkou svého bratra Robba.
Království Robba Starka se začíná hroutit. Cestu na sever má odříznutou muži ze Železných ostrovů, a tak se vrací do Řekotočí. Catelyn ke svému zděšení zjišťuje, že se Robb oženil, ačkoliv byl zaslíbený jedné z dcer nebo vnuček svého spojence, Waldera Freye. Jeho manželkou je teď ale Jeyne Westerling, dívka z rodu, který je vazalem Lannisterů, a se kterou se sblížil, když mu ošetřovala zranění. Byla s ním i ve chvíli, kdy se dozvěděl o smrti svých bratrů, a utěšila ho. Strávili spolu noc a protože Jeyne byla panna, Robb cítil závazek se s ní oženit.
Přišel tím o spojenectví rodu Freyů, které však potřebuje k tomu, aby se vydobyl cestu na sever, a tak Walderu Freyovi nabídne, že se místo něj ožení s ženou z rodu Freyů Edmure Tully, jeho strýc a pán Řekotočí. Lord Frey vyžaduje, aby se mu Robb osobně omluvil, a tak se Robb stane jedním z čestných hostů na svatbě Edmura a Roslin Frey. Tato událost, která nakonec vejde ve známost jako Rudá svatba, je však jenom pastí, kterou zkomplotovali Walder Frey, Tywin Lannister a jeden z Robbových vazalů, Roose Bolton. Hned poté, co jsou novomanželé odvedeni na lože, Freyové poruší posvatné právo hostů a začnou vraždit lordy ze severu. Samotný Robb je zraněný několika šípy. Catelyn Stark přiloží nůž k hrdlu prosťáčka, kterého považuje za Freyova syna, a žádá lorda Waldera, aby nechal Robba jít a ji si nechal jako rukojmí, jinak jeho synovi podřízne krk. Frey ale odpoví, že je to jenom vnuk a stejně nikdy nebyl k užitku. Vzápětí k Robbovi přistoupí Roose Bolton a probodne mu srdce. Catelyn v zoufalství zabije Freyova vnuka a o chvíli později i jí samotné podříznou hrdlo.
Mezitím k sídlu Freyů doráží Arya Stark se Sandorem Cleganem, který ji chce prodat jejímu bratrovi, jsou ale jenom svědky toho, jak je pobíjena seveřanská armáda. Sandor dívku šokuje holou pravdou – její bratr je mrtvý, když se něco takového děje. Clegane Aryu odveze pryč a ta ho nakonec těžce zraněného opustí. Ve své poslední kapitole v knize Arya odplouvá za moře do města Braavos.
Bran Stark a Rickon Stark se rozdělili a každý putuje jiným směrem. Rickon k Bílému přístavu a Bran za Zeď, kde chce najít Tříokou vránu, o které se mu zdálo, a jakýkoliv osud ho čeká.
V Králově přístavišti se koná svatba krále Joffreyho s Margaery Tyrell, vdovou po Renlym, během které se Joffrey napije otráveného vína, začne se dusit a umírá. Sansa Stark využije zmatku a konečně se jí podaří dostat se z Králova přístaviště, pod ochranu Petyra Baeliše. Baeliš se ožení s ovdovělou lady Arryn a představí jí i její neteř. Z řeči své tety se Sansa dozví nejen to, že Lysa Arryn milovala Beališe už od dětství, ale také to, že na jeho přání otrávila svého manžela a poslala dopis o jeho vraždě své sestře Catelyn, aby tak vznikla nevraživost mezi Starky a Lannistery (celou válku tedy rozpoutal právě ambiciózní Baeliš). Baeliš vzápětí Lysu prostrčí dveřmi v podlaze a ta se zabije pádem.
Tyrion je obviněn z Joffreyho vraždy, při božím soudu, který má prokázat jeho nevinnost, za něj bojuje Oberyn Martell, princ z Dorne, který svého protivníka Gregora Clegana otráví kopím, ale sám je zabit. Z cely nakonec Tyriona osvobodí Jaime navrátivší se do Králova přístaviště. Jaime mu také konečně poví pravdu o tom, jak Tyriona a jeho první ženu jejich otec rozeštval a lhal o tom, že je to jen prostitutka. Tyriona to rozzuří tak, že Tywina Lannistera zabije.
Jon Sníh se společně s Mancem Nájezdníkem a Divokými vrací ke Zdi, kterou Divocí chtějí jednou provždy zdolat. Ygritte se stane jeho milenkou, ale nakonec opouští ji i Divoké a vrací se do Černého hradu, aby bránil Zeď. Při jednom z útoků zemře i Ygritte. Volání o pomoc Noční hlídky vyslyší jediný přeživší z pěti králů, Stannis Baratheon, který porazí bojovníky Mance Nájezdníka a vezme ho do zajetí. Nabízí Jonu Sněhovi, že jako král ho může zbavit břemene nemanželského původu a může z něj udělat Jona Starka, lorda ze Zimohradu, za kterého se postaví sever – pokud ovšem podpoří Stannise. Jon se však rozhodne dostát svým přísahám a stane se novým lordem velitelem Noční hlídky.
Daenerys Targaryen začne dobývat otrokářská města a osvobozovat otroky, ale zjišťuje, že následky jejích činů nejsou zrovna takové, jak předpokládala. Věc je poněkud složitější než pouze věnovat někomu svobodu bez ohledu na následky. Rozhodne se zůstat v jednom z měst, Meereenu, a naučit se vládnout, než se může pokusit znovu získat Sedm království.
V epilogu se čtenář znovu setkává s Bratrstvem bez praporců, jehož předchozí vůdce Beric Dondarrion, oživený z několika smrtí, obětoval svůj život, aby oživil Catelyn Stark. Ta s pomocí Bratrstva popravuje jakékoliv muže, kteří slouží Freyům, Boltonům nebo Lannisterům, ať už měli co do činění s Rudou svatbu, nebo neměli.

## Hostina pro vrány
Královna regentka Cersei se snaží vládnout Sedmi královstvím, její paranoia a pýcha ji však zaslepují. Nechá svého druhého syna Tommena korunovat a oženit s Margaery Tyrell. Tyrelly ale nenávidí a snaží se jich zbavit. Přitom se obklopuje neschopnými pochlebovači a připravuje si nevědomky pád. Nechává hledat Tyriona, kterého vidí za každým komplotem, a znepřátelí si i Jaimeho. Intrikuje proti Margaery, která je obviněná z nevěry a dalších hříchů, sama je ale nakonec (právem) obviněna z toho samého a píše dopis Jaimemu s žádostí o pomoc.
Jaime Lannister se vydává do Řekotočí, aby ho navrátil do Tommenových rukou. Hrad Tullyů nakonec dobude bez krve, když ušetří Edmura Tullyho, který je poslaný jako zajatec do Casterlyovy skály, sídla Lannisterů. Krátce se setká i s Robbovou vdovou Jeyne a její rodinou, které pošle domů, ale přidělí jim vojáky, kteří mají za úkol Jeyne zabít, kdyby se pokusila o útěk. Novými vládci Řekotočí jsou Tommenovým výnosem stanoveni Freyové, kteří ale postrádají skutečnou podporu říčních lordů. Jaime dostane do rukou dopis, ve kterém ho Cersei žádá o pomoc, a nechává ho spálit.
Brienne z Tarthu se snaží splnit úkol, který jí dal Jaime Lannister – najít Sansu Stark a chránit ji. Putuje územím zpustošeným válkou, ale její úkol se zdá beznadějný (čtenář ostatně ví, že Sansa je s lordem Baelišem v Údolí Arryn) a setkává se pouze s nemrtvou Catelyn Stark, která její historce o tom, že Lannister by chtěl Sansu chránit před svou vlastní sestrou, nevěří. Dá jí na výběr buď najít a zabít Jaimeho Lannistera, nebo čelit oprátce. Brienne si odmítne vybrat, protože mezi ní a Jaimem vzniklo pouto, a tvrdí, že se změnil. Těsně před tím, než se začne dusit na oprátce, ale vykřikne jedno neznámé slovo.
Přítel Jona Sněha Samwell Tarly putuje do Starého města. V Braavosu se na okamžik nevědomky setká s Aryou Stark, která začíná svůj výcvik jako asasínka a potácí se mezi vzpomínkami na svou rodinu, kterou chce pomstít, a nutností stát se doslova nikým, což potřebuje k pokračování sveho výcviku. Nakonec oslepne. Sansa Stark mezitím hraje v Údolí Arryn úlohu nemanželské dcery lorda Baeliše, který jí tvrdí, že má v úmyslu provdat ji za dědice Údolí, odhalit její pravou identitu a uplatnit její právo na dědictví Starků. Lysu Arryn malíček zavraždí a nechá za to popravit jejího pěvce Mariliona. Na Železných ostrovech se novým králem stává Euron Greyjoy, bratr zesnulého Balona Greyjoye.

## Tanec s draky
Daenerys Targaryen zjišťuje, jak nenáviděná je mocnými v Meereenu. Rozhodne se však v nebezpečném městě zůstat, aby chránila osvobozené otroky, které považuje za své děti. Její draci jsou stále divočejší a projevují slabost pro lidské maso. Zruší otroctví v Meereenu a poštve proti sobě jiné otrocké město, Yunkai. Provdá se za Hizdara z jednoho z místních mocných rodů. To je však mocichtivý muž a vyjde najevo, že chce zabít jak ji, tak i její nezvladatelné draky. Zoufalá Daenerys odlétá na zádech jednoho ze svých draků.
Tyrion Lannister díky Varysovi unikl do Pentosu, kde je hostem Illira Mopastise. Ten ho vysílá na dlouhou cestu za Daenerys, aby vstoupil do jejích služeb. Cestuje po řece Rhoyne s doprovodem zvláštní skupiny lidí, staršího rytíře Griffa, jeho syna Mladého Griffa, septy a několika bojovníků.
Stannis Baratheon se snaží získat na svou stranu lordy ze Severu. Jon Sníh mu ale vysvětluje, že po předchozích ztrátách nepůjdou ochotně do dalšího boje. Stannis posílá svého pobočíka Davose vyjednávat s jedním z nejmocnějších z nich, lordem Manderlym z Bílého přístavu. Davos ale doráží pozdě. V Bílém přístavu už jsou Freyové, z nichž jeden se má oženit s Manderlyho vnučkou. Manderly nechá Davose uvěznit, ale pouze proto, aby byl propuštěn jeho druhý syn (první z nich byl zabit na Rudé svatbě). Později Davosovi představí Wexe Pyka, který viděl odcházet Brana a Rickona z poničeného Zimohradu a sledoval Rickona směrem k Bílému přístavu. Lord Manderly Davosovi přislíbí podporu Stannisovy věci, pokud najde Rickona Starka, což je věc, kterou zvládne jen zkušený pašerák, kterým Davos býval.
Na scénu se vrací Theon Greyjoy, tentokrát jako troska, kterou fyzicky i psychicky zlomilo mučení z rukou Ramsayho Boltona. Vlasy mu zbělely, přišel o několik zubů a prstů a Ramsay ho možná i vykastroval. Dokonce pomůže zdolat poslední obranu železných mužů a Roose Bolton tak má volnou cestu na sever. S sebou přiváží i falešnou Aryu Stark (ve skutečnosti Jeyne Poole, dceru bývalého majordoma na Zimohradu) jako nevěstu pro Ramsayho. Na poničeném Zimohradě se odehraje i sňatek falešné Aryi a Ramsayho Boltona.
Tyrion při svém pobytu na lodi odhalí totožnost svých společníků, Griff je ve skutečnosti lord Jon Connington, bývalý pobočník šíleného krále Aeryse a přítel jeho syna, prince Rhaegara. Mladý Griff je Rhaegarův syn, chlapec, jenž měl zemřít rukou Gregora Clegana během rebelie Roberta Baratheona. Pavouk Varys však miminka vyměnil a princ se nyní připravuje na svůj návrat do Západozemí se Zlatým společenstvem.
Jon Sníh se jako lord velitel snaží chránit také Divoké a s jejich pomocí chránit Zeď proti společnému nepříteli – Jiným. Posílá Mance Nájezdníka a šest kopinic, aby v přestrojení pronikli na Zimohrad a zachránili jeho sestru Aryu. Theon jim nakonec nepříliš ochotně pomáhá osvobodit falešnou dceru Eddarda Starka. On a Jeyne Poole jsou ale jediní, komu se podaří ze Zimohradu dostat.
Stannisova armáda se přesouvá k Zimohradu, aby se postavil Roosi Boltonovi, jediné opozici na severu. Jako zajatce má i Ašu Greyjoy. Jeho armáda je ale konstantně zasypávána sněhem a kniha je opouští několik dní cesty od Zimohradu.
Jon Sníh dostává dopis od Ramsayho Boltona, který žádá zpátky svou nevěstu. Má prý v zajetí Mance Nájezdníka, povraždil jeho šest kopinic a mrtvý je prý i Stannis Baratheon. Neví ovšem, kolik z toho a jestli vůbec něco je pravda. Jon Sníh se rozhodne, že Noční hlídka pomůže skupině tisíců Divokých za Zdí, ale sám se chce vydat směrem k Zimohradu s těmi, kteří ho budou chtít dobrovolně následovat. Vzápětí je ale pobodaný bratry z Noční hlídky, kteří s jeho rozhodnutími nesouhlasí.
Tyrion Lannister se v jednom z měst u řeky rozhodne navštívit nevěstinec, a je tam zajat Jorahem Mormontem, který si jím chce zpět získat přízeň Daenerys. Jejich loď je však přepadena a oba jsou i s trpaslicí Grešlí prodáni Yunkaiským otrokářům. Závěrem knihy z otroctví uprchnou a přidají se k žoldákům.
Ve své jediné kapitole Jaime Lannister vrací do královské přízně lorda Blackwooda, posledního z těch, kteří odpřisáhli věrnost Robbu Starkovi. Na konci kapitoly se setkává s Brienne, která mu tvrdí, že našla Sansu Stark, ale že s ní musí jít Jaime sám, jinak Sandor Clegane vyhrožuje, že dívku zabije.
Deset tisíc vojáků zlatého společenstva se vyloďuje v Západozemí, Jon Connington obsazuje svůj bývalý hrad a s Aegonem plánují dobýt Bouřný konec a navázat spojenectví s Dorne.
V Králově přístavišti je Cersei Lannister nucena projít městem nahá a snášet chlípné poznámky a urážky jako výraz pokání. Stále čeká na soud. V epilogu je zavražděný Kevan Lannister, bratr lorda Tywina, který byl regentem krále a posledním politicky obratným Lannisterem v Králově přístavišti.

## Vichry zimy
Souvislející informace naleznete také ve článku Vichry zimy.

## Sen o jaru
Souvislející informace naleznete také ve článku Sen o jaru.

## Místa
Většina děje se odehrává na světadíle zvaném Západozemí, který se rozprostírá v severojižním směru a zasahuje do několika podnebných pásem, od polárního na severu až po subtropické na jihu. Na východě od Západozemí se rozkládá světadíl Východozemí, oddělený od něj Úzkým mořem. Jižně od Západozemí za Letním mořem se rozkládají Letní ostrovy.

## Postavy
Jednotlivé oblasti Sedmi království ovládají mocné rody. Postavy jsou rozděleny podle nich.
- Starkové - vládnou Severu; jejich znakem je šedý zlovlk a sídlem Zimohrad
  - Eddard (Ned) - hlava rodu, přítel krále Roberta Baratheona, s nímž byl vychován a jemuž pomohl na trůn za povstání, jehož příčinou byl únos Eddardovy sestry Lyanny nejstarším synem krále Aeryse II. Targaryena Rhaegarem
  - Catelyn - manželka Eddarda, původem z rodu Tullyů z Řekotočí; původně si měla vzít staršího Eddardova bratra Brandona, jenž však byl zavražděn králem Aerysem II.
  - Robb - nejstarší syn a dědic Eddarda
  - Bran (Brandon) - druhý syn Eddarda
  - Rickon - nejmladší syn Eddarda
  - Jon Sníh - syn Lyanne Stark a Rhaegara Targaryena, jehož Eddard Stark přivedl s sebou na Zimohrad kvůli slibu, který dal své sestře a tvrdí, že je to jeho nemanželský syn, později bratr Noční hlídky
  - Sansa - starší dcera Eddarda
  - Arya - mladší dcera Eddarda
  - Služebnictvo rodu Starků:
    - Vayon Poole, majordomus Zimohradu
      - Jeyne Poole, jeho dcera, Sansina přítelkyně

    - Luwin, Mistr z Citadely, učitel a rádce
    - Chayle, septon a správce knihovny
    - Mordane, septa a vychovatelka Sansy a Aryi
    - Gage, kuchař
    - Mikken, kovář a zbrojíř
    - Hodor, prostoduchý mladík neuvěřitelné síly, pomocník ve stajích
    - Hullen, vrchní podkoní
      - Harwin, jeho syn, strážný

    - Joseth, civičitel koní
    - Ser Rodrik Cassel, zbrojmistr a kastelán Zimohradu
    - Jory Cassel, kapitán stráží, synovec Sera Rodrika
      - Cayn, Porther, Tomard, Alyn, Wyl, Heward, Desmond, Varly, strážní pod Joryho velením

    - Hallis Mollen, zastupující kapitán stráží
      - Quent, Shadd, Jacks, Wayl, strážní pod Hallisovým velení
      - Zjizvený Tym, Senohlávek, Skittrick, Pivní břich, strážní najatí po odchodu Robba

  - Vazalové rodu Starků:
    - Velký Jon Umber, lord Posledního krbu
      - Malý Jon Umber, jeho syn
      - Hother, zvaný Děvkozhouba a Mors, zvaný Vránojed, jeho strýcové a kasteláni

    - Rickard Karstark, lord Karské bašty
      - Harrion, Torrhen, Eddard, jeho synové
      - Alys, jeho dcera, patnáctiletá panna
      - Arnolf, jeho strýc
        - Cregan, Arthor, jeho synové

    - Galbart Glover, lord Pahorku v Hlubokém lese
      - Robett Glover, jeho bratr

    - Ser Helman Tallhart, mistr Torrhenova dvora
      - Benfred, jeho syn a dědic
      - Leobald, jeho bratr a kastelán

    - Medger Cerwyn, lord Hrnčířova
      - Cley, jeho syn

    - Halys Hornwood, lord Hornwoodu
      - Daryn, jeho syn a dědic

    - Wyman Manderly, lord Bílého přístavu, Strážce Bílého nože
      - Ser Wylis, Ser Wendel, jeho synové

    - Roose Bolton, lord Hrůzova
      - Ramsay Sníh, jeho bastard

    - Maege Mormont, lady Medvědího ostrova
      - Dacey, Alysane, Lyra, Jorelle, Lyanna, její dcery

    - Robin Flint, lord Pazourkového prstu
    - Lyessa Flint, lady Vdoviny věže
    - Ondrew Locke, lord Starohradu
      - Ser Donnel, jeho syn a dědic
      - Ser Mallador, jeho druhý syn, důstojník a zkušený průzkumník Noční hlídky

    - Hugo Wull, Torghen Filnt, Brandon Norrey, Torren Liddle, náčelníci horských klanů
    - Barbrey Dustin, lady Mohylova, rozená Ryswellová
    - Rodrik Ryswell, lord Pramínků, otec lady Barbrey
      - Roger, Rickard, Roose, jeho synové a vazalové

  - Baratheonové - královský rod, vládnou Korunním zemím a Bouřným krajům; jejich znakem je korunovaný černý jelen,
    - Robert - král; trůnu se zmocnil po povstání proti králi Aerysovi II. z rodu Targaryenů, jehož syna a následníka trůnu Rhaegara zabil; příběh Hry o trůny začíná v sedmnáctém roce Robertovy vlády
    - Cersei - manželka Roberta, původem z rodu Lannisterů
    - Joffrey - starší syn a dědic Roberta
    - Tommen - syn a nejmladší dítě Roberta
    - Myrcella - dcera Roberta
    - Stannis - mladší bratr Roberta, lord Dračího kamene
    - Shireen - dcera a jediné žijící dítě Stannise Baratheona
    - Renly - nejmladší bratr Roberta, lord Bouřlivého konce
    - Služebnictvo rodu Baratheonů v Bouřlivém konci:
      - Ser Cortnay Penrose, kastelán
      - Jurne, Mistr z Citadely, rádce a léčitel

    - Služebnictvo rodu Baratheonů v Dračím kameni:
      - Ser Axell Florent, kastelán a švagr lorda Stannise
      - "Ovsokaše" a "Mihule", žalářníci
      - Cressen, Mistr z Citadely, rádce, učitel a léčitel
        - Pylos, Mistr z Citadely, jeho mladý pomocník

      - Barre, septon
      - Jate Ostružina, kapitán brány
        - Omer Ostružina, jeho příbuzný

      - Strakoš, slaboduchý blázen a šašek

    - Královský dvůr:
      - Ser Aaron Santagar, zbrojmistr
      - Malá rada:
        - Renly Baratheon, mistr práva a zákonodárce
        - Varys, mistr našeptávačů, řečený Pavouk
        - Pycelle, velmistr
        - Stannis Baratheon, mistr loďař
        - Jon Arryn, pobočník krále
        - Petyr Baelish, správce pokladny
        - Ser Barristan Selmy, lord velitel Královské gardy

      - Lancel Lannister a Tyrek Lannister, královi šenkové a panoši
      - Thoros z Myru, Rudý kněz
      - Ser Ilyn Payne, vykonavatel královské spravedlnosti
      - Jalabhar Xho, exilový princ z Údolí rudého květu na Letních ostrovech
      - Tregar, kapitán Lannisterských stráží
        - Vylarr, jeho zástupce

      - Ser Dontos Hollard, řečený Rudý Dontos
      - Janos Slynt, velitel Zlatých plášťů, městské hlídky
        - Allar Deem, jeden z jeho kapitánů
        - Ser Jacelyn Bywater, kapitán Blátivé brány

      - Královská garda:
        - Ser Barristan Selmy, řečený Chrabrý, lord velitel Královské gardy
        - Ser Jaime Lannister, řečený Králokat
        - Ser Mandon Moore
        - Ser Meryn Trant
        - Ser Arys Dubosrdcký
        - Ser Preston Greenfield
        - Ser Boros Blount

      - Lidé z Králova přístaviště:
        - Tobho Mott, mistr zbrojíř
          - Gendry, jeho učeň, králův bastard

        - Salloreon, mistr zbrojíř
        - Železný břich, kovář
        - Lothor Brune, svobodný jezdec
        - Ser Osmund Černokotlý, potulný rytíř
          - Osfryd a Osney, jeho bratři

        - Hallyne, představený cechu Pyromancerů

    - Vazalové rodu Baratheonů z Korunních zemí:
      - Tanda Stokeworth, lady hradu Stokeworth
        - Fallyse, Lollys, její dcery

      - Renfred Rykker, lord Šerodolu
      - Gyles Rosby, lord Růženína
      - Chyttering, lord Chytteringu
        - Lucos, jeho syn

      - Ser Justin Massey, rytíř z Kamenopísně
      - Lothar Mallery, lord

    - Vazalové rodu Baratheonů z Dračího kamene:
      - Guncer Sunglass, lord Sladkoportské úžiny
        - Ser Hubard Rambton, rytíř v jeho službách
        - Ser Triston z Vrubokopce, rytíř v jeho službách

      - Monford Velaryon, lord Přílivů, mistr Driftmarku
        - Monterys, jeho syn
        - Aurane Voda, zvaný Bastard z Driftmarku, jeho bratr

      - Ardrian Celtigar, lord ostrova Klepeto
      - Duram Bar Emmon, lord Prasklého výběžku
      - Ser Davos Mořský

    - Vazalové rodu Baratheonů z Bouřlivého konce:
      - Guilan Swann, lord Kamenopřílby
        - Ser Donnel, Ser Balon, jeho synové

      - Arstan Selmy, lord Žňova
      - Shyra Errol, lady Stohova
      - Bryce Caron, lord Noční písně, lord Dornských blat
      - Lester Morrigen, lord Vranohnízda
        - Ser Guyard, Ser Richard, jeho bratři

      - Selwyn Tarth, zvaný Večerní hvězda, lord Tarthu
        - Brienne, posměšně zvaná Kráska, jeho dcera, bojovnice

      - Hugh Grandison, zvaný Šedovous, lord Vysoké vyhlídky
      - Eldon Estermont, lord Estermontu, pán Zelenokamene, králův prastrýc
        - Ser Aemon, jeho syn a dědic Zelenokamene
          - Ser Alyn, jeho syn

        - Ser Lommas, jeho bratr
          - Ser Andrew, jeho syn

      - Casper Wylde, lord Dešťodomu
      - Harwood Fell, lord Felwoodu
      - Ralph Buckler, lord Bronzobrány
      - Ser Ronnet Connington, rytíř Gryffova hřadu
      - Alesander Staedmon, zvaný Penězomilec, lord Širokého oblouku
      - Mary Mertyns, lady Mlholesa
- Tullyové - vládnou Říčním krajinným, jejich znakem je pstruh na rudomodrém podkladu
  - Hoster - hlava rodu, lord Řekotočí, nemocný a starý muž
  - Catelyn - starší dcera Hostera, manželka Eddarda Starka
  - Lysa - mladší dcera Hostera, manželka Jona Arryna
  - Edmure - jediný syn a dědic lorda Hostera
  - Brynden - bratr lorda Hostera, přezdívaný Černá ryba
  - Služebnictvo rodu Tullyů:
    - Vyman, Mistr z Citadely, rádce, léčitel a učenec
    - Ser Desmond Grell, zbrojmistr
    - Ser Robin Ryger, kapitán stráží
      - Dlouhý Lew, Elwood, Delp, strážní

    - Utherydes Wayn, majordomus Řekotočí

  - Vazalové rodu Tullyů:
    - Jason Mallister, lord Mořské stráže
      - Patrek, jeho syn

    - Tytos Blackwood, lord Havranostromu
    - Jonos Bracken, lord Kamenoplotu
    - Walder Frey, zvaný Zpozdilý lord Frey, lord Dvojčat, devadesátiletý stařec, známý pro své početné potomstvo
      - Ser Stevron, jeho nejstarší syn a dědic
        - Ryman, jeho syn
          - Edwyn, Černý Walder, Petyr Uher, jeho synové

      - Ser Emmon, Ser Aenys, Ser Hosteen, Chromý Lothar, Ser Jared, Ser Perwyn, někteří z jeho dalších synů
      - Ser Leslyn Haigh, jeho zeť a vazal
        - Ser Donnel a Ser Harys, jeho synové

    - Clement Piper, lord Růžovopanenského hradu
      - Ser Marq, jeho syn a dědic
      - Lew, jeho druhý syn

    - Shella Whent, lady Harrenova
      - Ser Willis Wode, rytíř v jejích službách

    - Karyl Vance, lord Poutníkovy křižovatky
    - Norbert Vance, lord Atranty
    - Ser Raymun Darry, lord hradu Darry
      - Lyman, jeho syn

    - William Mooton, lord Panenského jezírka
    - Theomar Smallwood, lord Žaludohradu
    - Ser Halmon Paege
    - Lymond Goodbrook, lord
    - Lucias Vypren, lord
- Tyrellové - vládnou Rovině, jejich znakem je zlatá růže na zeleném poli
  - Mace - hlava rodu, lord Vysoké zahrady, Strážce Jihu, Nejvyšší velitel Roviny, Obránce mokřad
  - Wilas - nejstarší syn lorda Mace, dědic Vysoké zahrady, mrzák
  - Ser Garlan - prostřední syn lorda Mace, zvaný Galantní Garlan
  - Ser Loras - nejmladší syn lorda Mace, zvaný Rytíř květin
  - Margaery - jediná dcera lorda Mace
  - Ollena Redwyne - matka lorda Mace, zvaná Královna trnů
  - Vazalové rodu Tyrellů:
    - Alester Florent, lord Stráže u Jasné vody
      - Axell Florent, jeho bratr, kastelán Dračího kamene
      - Ser Hosman Norcross, manžel jeho neteře, přísahající rytíř

    - Randyll Tarly, lord Parožnatého vrchu
      - Samwell, jeho nejstarší syn, bratr Noční hlídky
      - Dickon, jeho mladší syn, jeho panoš

    - Matthis Rowan, lord Zlatoháje
    - Arwyn Oakheart, lady Starého dubu
      - Ser Arys, její syn, člen Královské gardy

    - Orton Merryweather, lord Dlouhostolu
    - Lorent Caswell, lord Břitvomostu
    - Paxter Redwyne, lord Stromoviny
      - Ser Horas a Ser Hobber, jeho synové a dědicové, dvojčata

    - Leyton Hightower, lord Přístavu, Obránce Starého města, lord Vysokověže, Maják Jihu, Hlas Starého města
      - Warryn Beesbury, lord Včelínova, jeho vazal
      - Alysanne Bulwer, lady Černokoruny, jeho vazalka
      - Tommen Costayne, lord Tří věží, jeho vazal
      - Branston Cuy, lord Slunečnicova, jeho vazal
        - Ser Emmon Cuy, jeho příbuzný, mladý rytíř

      - Martyn Mullendore, lord Vrchoviny, jeho vazal
        - Ser Mark Mullendore, jeho příbuzný, mladý rytíř

    - Arthur Ambrose, lord
    - Osbert Serry, lord Jihoštítu
    - Humfrey Hewett, lord Duboštítu
    - Guthor Grimm, lord Šedoštítu
    - Moribald Chester, lord Zelenoštítu
    - Ser Jon Fossoway, rytíř ze Zeleného jablka Fossowayů, pán Nového sudu
    - Ser Bryan Fossoway, Ser Tanton Fossoway, Ser Edwyd Fossoway, rytíři z Červeného jablka Fossowayů
    - Steffon Varner, lord
- Lannisterové - vládnou Západu; jejich znakem je zlatý lev
  - Tywin - hlava rodu, lord Casterlyovy skály, Strážce západu
  - Jaime - starší syn Tywina s přezdívkou Králokat, neboť zabil krále Aeryse II.; dvojče a milenec královny Cersei, člen královské gardy
  - Tyrion - mladší syn Tywina, pro svůj tělesný vzhled měl přezdívku Skřet
  - Kevan - mladší a jediný přeživší bratr Tywina, ženatý s Dornou Swyft
  - Lancel - Kevanův nejstarší syn, králův panoš
  - Genna - Tywinova sestra
  - Stafford, Tywinův bratranec
  - Daven, Staffordův syn
  - Služebnictvo rodu Lannisterů v Casterlyově skále:
    - Creylen, Mistr z Citadely, rádce, léčitel a učenec
    - Ser Benedict Broom, zbrojmistr
    - Bělozubý Wat, zpěvák

  - Vazalové rodu Lannisterů:
    - Leo Lefford, lord Zlatého zubu
    - Gawen Westerling, lord Skaliska
    - Philip Plumm, lord
- Targaryenové - královský rod ve vyhnanství; jejich znakem je trojhlavý červený drak
  - Viserys - po svržení svého otce Aeryse II. dědic trůnu, uchýlí se do města Pentosu na východě, jehož magistr Illyrion Mopatis mu slíbí pomoc při znovudobytí vlády v Sedmi královstvích
  - Daenerys - sestra Viseryse, jenž ji chce využít pro znovuzískání trůnu
- Arrynové - vládnou Údolí (Arrynu); jejich znakem je modrý letící sokol na bílém měsíci
  - Jon - hlava rodu, vychovatel Eddarda Starka a Roberta Baratheona, jemuž sloužil jako Pobočník krále až do své smrti.
  - Robert - jediný syn Jona Arryna; neduživý malý chlapec s častými epileptickými záchvaty. Po smrti svého otce nový pán Údolí.
  - Harrold Hardyng, zvaný Harry Dědic, Jonův prasynovec a dědic Údolí.
  - Služebnictvo rodu Arrynů:
    - Colemon, Mistr z Citadely, rádce, léčitel a učenec
    - Ser Hugh z Údolí, nově pasovaný rytíř, dříve panoš Jona Arryna
    - Ser Vardis Egen, kapitán stráží
      - Ser Marwyn Belmore, jeho zástupce

    - Gretchel, Maddy, Mela, služebné
    - Mord, brutální žalářník
    - Nestor Royce, Nejvyšší správce Údolí a kastelán Měsíční brány
      - Ser Albar, jeho syn a dědic
      - Myranda, jeho dcera

    - Mya Kámen, vodička mezků, králův bastard

  - Vazalové rodu Arrynů:
    - Yohn Royce, zvaný Bronzový Yohn, lord Runokamene
      - Ser Andar, Ser Robar, Ser Waymar, jeho synové

    - Lyonel Corbray, lord Srdcodomu
      - Ser Lyn, jeho bratr

    - Anya Waynwood, lady Železodubů
    - Horton Redfort, lord Rudotvrze
    - Ser Symond Templeton, rytíř Devítihvězdy
    - Gerold Grafton, lord Města racků
    - Bernard Belmore, lord Silnopísně
    - Jon Lynderly, lord Hadolesa
- Greyjoyové - vládnou Železným ostrovům; jejich znakem je zlatá krakatice
  - Theon - nejmladší syn Balona Greyjoye, jako desetiletý byl jako rukojmí poslán na dvůr Eddarda Starka a tam vychováván s jeho syny
  - Balon - pán Štítu, lord Železných ostrovů, otec Theona a Ašy Greyjoy
  - Aša - nejstarší dcera Balona Greyjoye, kapitánka Černého větru
  - Euron - Balonův mladší bratr, kapitán Tichosti, žije v exilu neznámo kde
  - Victarion - Balonův druhý bratr, lord velitel Železné flotily, kapitán Železného vítězství
  - Aeron - nejmladší Balonův bratr, řečený Mokrý vlas, kněz Potopeného boha
  - Služebnictvo rodu Greyjoyů:
    - Dagmer Rozseklý, zbrojmistr, kapitán Pijáka pěny
    - Helya, kastelánka Štítu
    - Wendamyr, Mistr z Citadely, rádce a léčitel

  - Vazalové rodu Greyjoyů
    - Lordi ze Štítu:
      - Sawane Botley, lord Panského přístavu
      - Waldon Wynch, lord Železolesíka

    - Lordi ze Starého Wyku:
      - Dunstan Drumm, pán Starého Wyku
        - Andrik Neusměvavý, jeho pravá ruka

      - Norne Goodbrother, lord Tříštivého kamene
      - Stonehouseové

    - Lordi z Harlawu:
      - Rodrik Harlaw, zvaný Čtec a Harlaw z Harlawu, lord Harlawu, pán Deseti věží
        - Vazalové lorda Rodrika a muži v přísaze:
          - Maron Volmark, lord Volmarku
          - Myre, Stonetree, Kenning

      - Ser Harras Harlaw, zvaný Rytíř, rytíř Šedých zahrad
      - Hotho Harlaw, zvaný Hrbáč, mistr Blýskavé věže
      - Sigfryd Harlaw, zvaný Stříbrovlas, mistr Harlawské síně
      - Boremund Harlaw, zvaný Modrý, mistr Harridanova kopce

    - Lordi z Černopřílivu:
      - Baelor Blacktyde, lord Černopřílivu

    - Lordi z Velkého Wyku:
      - Gorold Goodbrother, lord Kamenorohu
      - Triston Farwynd, lord
      - Ten Sparr
      - Meldred Merlyn, lord Oblázkova

    - Lordi z Orkmontu:
      - Orkwood z Orkmontu
      - Tawney, lord

    - Lordi ze Solnoútesu:
      - Donnor Saltcliff, lord
      - Sunderly, lord

    - Lordi ze vzdálených ostrůvků a skalisek:
      - Gylbert Farwynd, lord Osamělého světla

  - Noční hlídka - bratrstvo mužů oblékající černou barvu a bránící mohutnou Zeď. Nepodléhají žádnému rodu. Slouží říši.
    - Posádka v Černém hradu:
      - Jeor Mormont, lord velitel Noční hlídky
        - Jon Sníh, bastard ze Zimohradu, jeho majordomus

      - Benjen Stark, První průzkumník
        - Ser Jaremy Rykker, důstojník hlídky , zastupující První průzkumník
        - Thoren Smallwood, důstojník hlídky, velitel stopařů
        - Ser Wynton Stout, Jarmen Buckwell, Ser Aladale Wynch, Ser Mallador Locke, Ser Ottyn Wythres, další důstojníci a zkušení průzkumníci
        - Černý Janek Bulwer, Dywen, Bělooký Kedge, Grenn, Pypar, Garth Šedopírko, Vlasatý Hal, Lark ze Sester, Ulmer z Králolesa, někteří průzkumníci

      - Bowen Marsh, vrchní majordomus
        - Chett, bývalý majordomus mistra Aemona, starající se o psy
        - Eddison Tollett, zvaný Bolestínský Edd, majordomus a panoš
        - Owen zvaný Tupec, Muloš, Donnel Kopec, Wick Párátko, Cugen, Tim Popletojazyk, někteří majordomové

      - Othell Yarwyck, vrchní stavitel
        - Halder, Albett, Kegs, někteří stavitelé

      - Donal Noye, jednoruký kovář, dříve zbrojíř v Bouřlivém konci
      - Cellador, věčně opilý septon
      - Ser Alliser Thorne, zbrojmistr
      - Tříprstý Hobb, kuchař
      - Aemon, Mistr z Citadely, starý a slepý muž, sto let stár
        - Clydas, jeho majordomus
        - Samwell Tarly, jeho majordomus

    - Posádka ve Stínové věži:
      - Denys Mallister, velitel Stínové věže
        - Wallace Massey, jeho majordomus

      - Mullin, Mistr z Citadely, rádce a léčitel
      - Ser Endrew Tarth, zbrojmistr
      - Qhorin Půlruký, zkušený průzkumník
      - Ser Byam Flint, Blane, Ebben, Dalbridge, Kamenohad, někteří průzkumníci

    - Posádka ve Východní hlídce u moře:
      - Cotter Pyke, velitel Východní hlídky
      - Starý Tattersalt, kapitán Černého ptáka
      - Ser Glendon Hewett, zbrojmistr
      - Harmune, Mistr z Citadely, rádce a léčitel
      - Dareon, mladý zpěvák
      - Železný Emmet, průzkumník

## Seriálová adaptace
V roce 2011 se začala vysílat seriálová verze Hry o trůny. Výpravný seriál produkovala televize HBO, v režii: Brian Kirk, Daniel Minahan...aj. V hlavních rolích: Kit Harington (Jon Snow), Emilia Clarkeová (Daenerys), Ron Donachie, Mark Addy (Robert), Sean Bean (Eddard), Michelle Fairleyová (Catelyn), Nikolaj Coster-Waldau (Jaime), Peter Dinklage (Tyrion), Iain Glen, Julian Glover, Lena Headeyová (Cersei), Natalia Tena. Bylo odvysíláno 8 sérií.